# 姐汁 ～交给白川三姐妹吧～
《姐汁 ～交给白川三姐妹吧～》（姉汁 ～白川三姉妹におまかせ～）是由日本Atelier KAGUYA公司在2005年11月25日發售的十八禁戀愛冒險遊戲，2011年6月17日推出廉價版。2007年5月25日推出DVDPG，2011年10月6日推出DVDPG廉價版。2006年12月22日推出成人動畫版，在2010年11月26日發售第2部成人動畫版。

## 剧情簡介
白川悠的母亲曾经再婚的配偶有3个女儿。在母亲死后的十几年，第一次和三个姐姐住在一起的白川悠在继父的房间发现10个可疑的瓶子。瓶子上写着“触碰这个瓶子的人将会被诅咒”“若要打破诅咒必须用女性的体液装满瓶子”，就这样，被诅咒的白川悠开始了解开诅咒的故事……

## 登場人物
白川悠（聲優：成濑未亚）
主角，白川家的末弟。为了解开诅咒而收集3位义姐的汁液。不过由于受到诅咒的影响，在目的达成前能听懂柯莉（クリ）的话。
在汁液收集失败时会发动诅咒，性别进行了转换，从而能听到担任女性化后声优的声音。
白川恭子（聲優：篁瑞帆）
3姐妹中的长女，护士。拥有丰满的身材，酒量很大，但容易喝醉。在另一部作品《耻辱诊察室》中有登场。
身高168cm 体重52kg BWH 98 57 86
白川涼子（聲優：一色光）
3姐妹中的次女，见习护士。有着不亚于恭子的丰满身材，有着有条有理的性格。在另一部作品《护士委托》中有登场。
身高165cm 体重50kg BWH 90 56 82
白川杏子（聲優：牧泉美）
3姐妹中的么女，学生。有着倔强顽固的性格，但却对于悠的事情很感兴趣。
身高155cm 体重43kg BWH 76 49 72
柯莉（聲優：茶谷やすら）
白川家饲养的黒猫，喜欢吃目刺。在OVA中因为弄倒了白川悠用来收集汁液的瓶子，被汁液淋到变成了人形，不过可以随意变回猫的样子。

## 制作人员
- 原画：choco chip
- 剧本：近江达裕和其他作者
- 音乐：吉田仁郎

## OVA
《姐汁 ～交给白川三姐妹吧～》到现在一共发行了四卷OVA动画，第一次OVA中，名字分别为“姉汁 Juice.1 お姉さんがしてあ·げ·る”和“姉汁 Juice.2 お姉さんにもしてほ·し·い”，第一卷發布于2006年12月22日，第二卷發布于2007年3月23日。第二次OVA中，名字分别为“姉汁2 THE ANIMATION～白川姉妹におまかせ～”和“姉汁2 THE ANIMATION～白川三姉妹におまかせ～”，第一卷發布于2010年11月26日，第二卷發布于2011年2月25日。均为成人動畫。

## 其他
- 《妹汁》中的主人公小日向晶的日记在本游戏中出现。
- 恭子以外的女主角结局通关后，恭子会转院去《耻辱诊察室》里的长冢医院担任护士。
- 凉子路线中，凉子曾告诉悠自己想去《护士委托》里的皇医院就职。
- 杏子以外的女主角结局通关后，杏子会前往英国留学。

## 外部連結
- 官方網站 （页面存档备份，存于）（日語）